# ФК Урарту
„Урарту“ (на арменски: Բանանց Ֆուտբոլային Ակումբ) е футболен клуб от град Ереван, Армения. Клубът сменя името си от „Бананц“ на „Урарту“ на 1 август 2019 г.

## История

### „Бананц“ (Абовян)
„Бананц“ е основан през 1992 г. в град Абовян, област Котайк. Поради тази причина от 1992 до 1995 г. отборът се нарича „Бананц“ (Котайк). В края на сезон 1995 г. „Бананц“ изпада във финансова криза. Собствениците на отбора решават, че е по-добре да се обедини с другия отбор в Абовян – „Котайк“. През 2001 г. „Бананц“ се отделя от „Котайк“ (Абовян) и си премества седалището в столицата Ереван.

### Бананц Ереван
В началото на 2003 г. „Бананц“ се обединява със „Спартак“ Ереван, като името на новия отбор е „Бананц“. „Спартак“ взима школата на Бананц и по-късно я преименува на Бананц-2. След обединението, Бананц взима много от футболистите на „Спартак“ и печели купата на Армения през 2007 г. 

## Имена
- 1992 – 1995: „Бананц“ (Абовян)
- 2001 – 2019: „Бананц“ (Ереван)
- 2019 – ...: „Урарту“ (Ереван)

## Успехи
- Премиер Лига:
  -  Шампион (2): 2013/14, 2022/23
  -  Сребърен медал (4): 2003|2003, 2006, 2007, 2010
  -  Бронзов медал (2): 1992, 2020/21
- Купа на Армения:
  -  Носител (4): 1992, 2007, 2015/16, 2022/23
  -  Финалист (6): 2003, 2004, 2008, 2009, 2010, 2023/24
- Суперкупа на Армения:
  -  Носител (1): 2014
  -  Финалист (5): 2005, 2008, 2010, 2011, 2016

## Участие в европейските клубни турнири
| Сезон   | Турнир          | Кръг | Съперник                      | 1 мач | 2 мач |
| ------- | --------------- | ---- | ----------------------------- | ----- | ----- |
| 2003/04 | Купа на УЕФА    | К    | Апоел (Тел Авив)              | 1:1   | 1:2   |
| 2004/05 | Купа на УЕФА    | 1К   | Иличевец (Мариупол)           | 0:2   | 0:2   |
| 2005/06 | Купа на УЕФА    | 1К   | Локомотив (Тбилиси)           | 2:3   | 2:0   |
|         |                 | 2К   | Днепър (Днепропетровск)       | 2:4   | 0:4   |
| 2006/07 | Купа на УЕФА    | 1К   | Амери (Тбилиси)               | 1:0   | 1:2   |
| 2007/08 | Купа на УЕФА    | 1К   | Йънг Бойс (Берн)              | 1:1   | 0:4   |
| 2008/09 | Купа на УЕФА    | 1К   | Ред Бул (Залцбург)            | 0:7   | 0:3   |
| 2009/10 | Лига Европа     | 1К   | Широки бриег                  | 0:2   | 1:0   |
| 2010/11 | Лига Европа     | 1К   | Анортосис Фамагуста (Лимасол) | 0:3   | 0:1   |
| 2011/12 | Лига Европа     | 1К   | Олимпи (Рустави)              | 0:1   | 1:1   |
| 2014/15 | Шампионска лига | 1К   | ФК Санта Колома               | 0:1   | 3:2   |
| 2016/17 | Лига Европа     | 1К   | Омония (Никозия)              | 0:1   | 1:4   |
| 2018/19 | Лига Европа     | 1К   | Сараево                       | 1:2   | 0:3   |

- Домакинските срещи са с удебелен шрифт

## Български футболисти
- Пламен Крумов: 2008-пролет - (9 мача - 1 гол)
- Цветомир Цанков: 2010 - (2 мача - 0 гола)
- Андрей Атанасов: 2012 – 2013 - (4 мача - 0 гола)
- Николай Николов 2010-2011
- Неделчо Метушев треньор 2010-2011